# Франситан
Франситан (также окситанский французский, южный французский; фр. francitan, français méridional) — региональный вариант (региолект) французского языка или смешанная франко-окситанская речь, распространённая в южной Франции на территории исторических областей Лимузен, Овернь, Веле, Дофине, Виваре, Лангедок, Гиень, Прованс. Употребляется наряду с французским литературным языком в городах и отчасти наряду с диалектами окситанского языка в сельской местности.

## Социолингвистические сведения
Франситанский региолект не является однородным — он различается как по степени интерференции с окситанскими диалектами (различия в речи городских и сельских жителей и в речи представителей разных поколений), так и по наличию различных окситанских диалектных особенностей того или иного региона южной Франции. Статистические данные о числе говорящих на окситанском французском отсутствуют.
Некоторые представители движения за сохранение окситанского языка полагают, что франситан является переходной формой, на основе которой может произойти социализация окситанского литературного языка. Говорящие на региолекте франситан могут считаться потенциальными окситанофонами.

## Языковые особенности

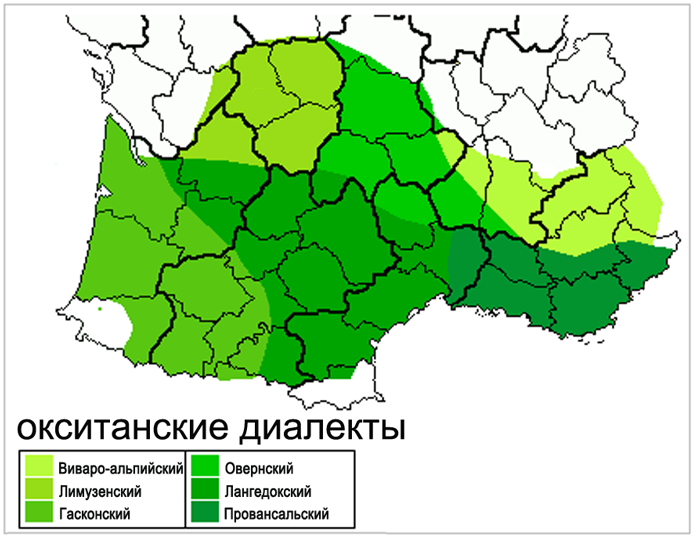
Карта ареала окситанского языка, в пределах которого распространён франситан

Окситанские диалекты оказывают влияние на местную разновидность французского языка в области фонетики, морфологии, синтаксиса и лексики. Наиболее яркими чертами франситана являются такие фонетические особенности, как:
1. Утрата назализации гласных, характерных для французского литературного языка — на месте носовых гласных отмечаются сочетания чистых гласных с носовым согласным;
2. Случаи произношения /e/ в конце слова как [ə] при отсутствии конечных гласных во французском;
3. Произношение /r/ как [ɾ] или [r] вместо французского [ʁ], характерное в основном для речи французов, у которых окситанский является родным языком;
4. Распространение парокситонического типа ударения (на предпоследнем слоге в слове), в то время как во французском языке ударение имеет окситонический тип (на последнем слоге в слове) — в отдельном изолированном слове (словесное ударение) и в ритмической группе слов в потоке речи (тактовое ударение);

Кроме того франситан характеризуется различного рода лексическими заимствованиями, в том числе и кальками, из окситанского языка.